# Оук-Парк (Джорджія)
Оук-Парк (англ. Oak Park) — місто (англ. city) в США, в окрузі Емануель штату Джорджія. Населення — 512 особи (2020).

## Географія
Оук-Парк розташований за координатами 32°21′51″ пн. ш. 82°19′29″ зх. д. / 32.36417° пн. ш. 82.32472° зх. д. (32.364204, -82.324593).  За даними Бюро перепису населення США в 2010 році місто мало площу 18,71 км², з яких 18,31 км² — суходіл та 0,41 км² — водойми.

## Демографія
Згідно з переписом 2010 року, у місті мешкали 484 особи в 186 домогосподарствах у складі 128 родин. Густота населення становила 26 осіб/км².  Було 239 помешкань (13/км²).
Расовий склад населення:
| - 87,0 % — білих - 4,1 % — чорних або афроамериканців - 7,9 % — осіб інших рас |

До двох чи більше рас належало 1,0 %. Частка іспаномовних становила 9,7 % від усіх жителів.
За віковим діапазоном населення розподілялося таким чином: 25,4 % — особи молодші 18 років, 64,7 % — особи у віці 18—64 років, 9,9 % — особи у віці 65 років та старші. Медіана віку мешканця становила 35,5 року. На 100 осіб жіночої статі у місті припадало 100,0 чоловіків;  на 100 жінок у віці від 18 років та старших — 97,3 чоловіків також старших 18 років.
Середній дохід на одне домашнє господарство  становив 35 355 доларів США (медіана — 25 000), а середній дохід на одну сім'ю — 39 903 долари (медіана — 29 135). За межею бідності перебувало 42,4 % осіб, у тому числі 56,7 % дітей у віці до 18 років та 27,9 % осіб у віці 65 років та старших.
Цивільне працевлаштоване населення становило 242 особи. Основні галузі зайнятості: освіта, охорона здоров'я та соціальна допомога — 28,5 %, будівництво — 16,9 %, виробництво — 12,0 %, роздрібна торгівля — 11,2 %.